# MCC Brussels
Le MCC Brussels (ou Mathias Corvinus Collegium Brussels) est un think tank conservateur créé à Bruxelles en novembre 2022 en tant que branche du Mathias Corvinus Collegium (MCC, un think tank et organisme éducatif hongrois proche de Viktor Orbán (Premier ministre de Hongrie), de son gouvernement et de son parti, le Fidesz (Fidesz-Union civique hongroise ou Fidesz-Magyar Polgári Szövetség ou Fidesz-MPSZ), un parti politique hongrois d'extrême droite, national-conservateur et populiste. Le MCC Brussels se présente comme un « centre de réflexion hongrois pour mener la bataille des idées », voulant être un acteur de la scène politique bruxelloise. Plusieurs observateurs et médias ont qualifié le MCC Brussels de tête de pont idéologique de l'extrême droite européenne à Bruxelles, visant à influencer, de l'intérieur, les débats politiques de l'Union européenne.

## Histoire et fondation
Le MCC Brussels a été créé au au 13 rue des Poissonniers à Bruxelles, dans le contexte des tensions croissantes entre le gouvernement hongrois de Viktor Orbán et les institutions de l'Union européenne.
Le Mathias Corvinus Collegium (la maison mère du MCC Brussels) a reçu d'importants financements de l'État hongrois sous la forme d'actions et de biens immobiliers, transférés via le conseil d'administration du MCC, sous l'égide de Balázs Orbán (homonyme du premier ministre, mais sans lien familial de parenté directe, qui est aussi secrétaire d'État au sein du cabinet du gouvernement de Viktor Orbán et devenu président du Conseil d'administration du MCC.
En 2020, le gouvernement a transféré des actifs d'une valeur estimée à 1,7 milliard de dollars américains à la fondation qui gère le MCC, ce qui a consolidé ses liens avec le parti Fidesz au pouvoir, ce qui tend a accréditer l'accusation fait au gouvernement de Viktor Orbán d'utiliser le MCC Brussels  et le MCC comme « vivier pour les futures élites favorables au Fidesz »,.
L'ouverture du MCC Brussels est présentée par ses fondateurs comme une manière d'apporter un nouveau point de vue dans les débats de la « capitale de l'Union européenne » : le think tank se présente comme voulant « promouvoir la diversité intellectuelle en Europe », une notion qui inclut le droit à avoir des discours haineux et le droit à s'opposer aux lois jugées réprimer la liberté expression, notamment en Allemagne, où ces lois sont selon le MCC Brussels « utilisées pour censurer les critiques citoyennes, notamment sur les réseaux sociaux. Des dispositions légales telles que la criminalisation des « insultes » envers les politiciens ou l'élargissement de l'« incitation des masses » ont conduit à des poursuites pour des opinions exprimées en ligne, notamment sur l'immigration ». Sabine Beppler-Spahl proche des extrême droites allemande et suisse), note ainsi (dans une brève hébergée par le MCC Brussels) qu'une publication du MCC Brussels souligne « le rôle de l'Office fédéral allemand de protection de la Constitution (BfV), qui surveille les discours publics et peut qualifier certains groupes d'« extrémistes », stigmatisant ainsi l'opposition politique. Les médias publics (y) sont accusés de relayer les récits officiels, tandis que les plateformes alternatives, bien que soumises à des pressions, gagnent en popularité, révélant une demande croissante pour un débat ouvert ».
Il est dirigé par le professeur émérite de sociologie Frank Füredi, fervent critique de ce qu'il nomme le « « globalisme » et la « pensée dominante » des institutions bruxelloises, qui dit vouloir construire « un autre narratif » dans la sphère européenne, et créer le dialogue entre deux camps qui aujourd'hui ne se parlent plus. « Cela me rappelle les guerres de religions au XVIe siècle » a-t-il expliqué au journal Le Monde.
Il emploie 24 salariés dont deux personnalités John O'Brien (responsable de la communication) et le sociologue hongrois Frank Furedi (ancien trotskiste, aujourd'hui proche du Fidesz, nommé directeur du MCC Brussels).

## Missions, activités et prises de position
Le MCC Brussels présente ses missions comme articulées autour de plusieurs axes :
- Recherche et publications : Le think tank publie des études, des articles et des rapports sur des sujets clivants tels que les politiques migratoires, la politique européenne de lutte contre le réchauffement climatique, la culture, et la souveraineté nationale ; Furedi, co-fondateur du MCC Brussels a déclaré à Politico travailler sur « "ce que les Européens craignent" et qu'il prévoyait de publier un baromètre annuel de la peur – qui décrira les problèmes qui "préoccupent les gens dans différents pays européens" » ;
- Événements : le MCC Brussels organise des conférences, des séminaires et des débats, accueillant des personnalités politiques, des universitaires et des journalistes, presque toujours issus de cercles conservateurs et/ou nationalistes ou proches de ces derniers. Ces événements servent de plateforme pour la promotion de ses idées et pour créer des réseaux ;
- Éducation : Le centre propose des séminaires et des cours de courte durée aux étudiants du Mathias Corvinus Collegium (7 000 étudiants en février 2023)[11] pour les familiariser avec le processus de prise de décision de l'Union européenne[12].

Le MCC Brussels défend des opinions nationalistes et anti-européennes, et en 2024, attaque le programme Europe Créative (qui célébrait alors sa dixième année d'existence, affirmant que l'Union européenne traverse une crise de légitimité sans précédent et que son slogan fondateur, « Unité dans la diversité » « semble avoir été détourné par les élites néolibérales vers une vision utopique de sociétés post-nationales ». Dans ce contexte, selon le think tank, la culture (et la promotion de la diversité culturelle par l'UE) est devenue « un levier stratégique pour consolider cette orientation idéologique », et le discours culturel officiel transformerait le langage pour servir des objectifs d'ingénierie sociale. 
Le langage serait selon le MCC Brussels soumis à une forme de dérive et de censure idéologique qualifiée par lui de « woke », où — toujours selon le think tank — des mots traditionnels comme mère, père, frère, sœur seraient marginalisés au profit d'un vocabulaire plus neutre ou inclusif, remettant en question des repères moraux et sémantiques considérés comme intemporels, brouillant les oppositions simples entre bien et mal, noir et blanc. Le think tank dénonce une tendance à intégrer des concepts exogènes — comme biodiversité, résilience, soutenabilité — dans des projets culturels, en leur appliquant des préfixes comme re- (réutilisable, recyclable) ou co- (co-création, co-responsabilité), qui reflèteraient selon le MCC Brussels une logique technocratique et idéologique. Ceci aurait imprégné le projet culturels de l'UE et rendu l'Europe méconnaissable, où les tabous culturels ont été brisés, les modèles familiaux traditionnels suspendus, et les racines historiques remises en question. Cette mutation serait alimentée par des mécanismes discrets : législation implicite, pression psychologique, censure et surtout transformation du langage. Le programme Europe Créative, en promouvant des projets LGBTQ+, inclusifs et transnationaux remettait en cause les normes issues du christianisme, des traditions nationales et des liens intergénérationnels. Et les slogans tels qu' inclusion, solidarité, pluralisme, liberté des médias – rendraient difficile toute remise en cause de ses objectifs. Dans le contexte européen où 24 langues officielles se côtoient, chacune porteuse de conceptions différentes de notions fondamentales telles que vérité, justice, solidarité, démocratie, inclusion, diversité, intégration et cohésion, des variations sémantiques enracinées dans des traditions culturelles, religieuses et juridiques distinctes, rendent parfois, selon le think tank, les interprétations de ces concepts contradictoires et difficilement conciliables.
David Paternotte, professeur à l'université Libre de Bruxelles, estime que le MCC Brussels est le fleuron d'un « gramscisme de droite » qui entend construire une défense face à une hégémonie culturelle supposée de la gauche dans les institutions européennes, justifiant une bataille culturelle pour « (re)conquérir le pouvoir ».

## Controverses et critiques
Les liens étroits entre le MCC Brussels et le gouvernement hongrois de Viktor Orbán ont suscité des questions et des critiques, liées au fait que ce think tank est un organe de lobbying, opaque, qui semble directement contrôlée par le parti politique de Viktor Orbán, le  Fidesz, visant principalement à influencer le débat politique européen de l'intérieur et de l'extérieur, pour y faire avancer les idéologies d'extrême droite et anti-UE à Bruxelles.
Plusieurs observateurs et médias ont qualifié le MCC Brussels (co-organisateur de la NATCON, une conférence des extrême droites internationales) de lobby et tête de pont idéologique de l'extrême droite européenne à Bruxelles, visant à influencer, de l'intérieur, les débats politiques de l'Union européenne, promouvant notamment une vision anti-UE, anti-environnementale et anti-droits LGBTQ+,.
Une plainte a été déposée auprès du secrétariat du Registre de transparence de l'Union européenne en raison du manque d'informations financières sur ses sources de financement du MCC Brussels, accusé de ne pas avoir divulgué les fonds reçus (alors que c'est une obligation pour toute organisations exerçant des activités de lobbying à Bruxelles). Une enquête a été ouverte en 2025 par le secrétariat du Registre.